# Cough/Cool
Cough/Cool è il primo singolo del gruppo horror punk statunitense Misfits. È stato pubblicato dalla loro Blank Records, col numero di catalogo 101, nell'agosto 1977. Ne sono state pubblicate solo 500 copie.
Il gruppo era stato insieme solo per alcuni mesi e, dopo un recente cambiamento di formazione, si recano al Rainbow Studio per registrare queste tracce nel giugno. Inviano queste canzoni al Spectrum Sound di Brooklyn, New York, dove Rich Flores pubblica un disco da 7".
Questa è l'unica pubblicazione in cui il bassista Jerry Only è credenziato con il suo nome di battesimo, Jerry Caiafa. Glenn Danzig sbaglia la scrittura del nome Caiafa, trasformandolo in aifa nelle note, così che Jerry dice a Danzig di chiamarlo d'ora in avanti semplicemente come "Jerry". Da allora ha utilizzato lo pseudonimo con il quale è famoso.
Il 7" originale è molto raro, con valutazioni che si aggirano intorno ai 2000 dollari.
Le tracce sono poi state pubblicate nel successivo Box Set.

## Tracce
Tutte le canzoni di Glenn Danzig.

### Lato A
1. Cough/Cool – 2:14

### Lato B
1. She – 1:22

## Formazione
- Glenn Danzig – voce, tastiere
- Jerry Caiafa – basso
- Manny Martínez – batteria